# Црква брвнара у Марићки
Црква брвнара у Марићки је црква Српске православне цркве који се налази у граду у селу Марићка надомак Приједора у Републици Српској, Босни и Херцеговини. Припада Бањалучкој епархији. Смјештена источно од Приједора. Посвећена је Светом пророку Илији.

## Историја

### Настанак
Црква брвнара у Марићки саграђена је 1870. године, како је то урезбарено на десном довратнику западних врата цркве, од стране мајстора-градитеља Максима Кулунџије и Илије Лукића. Иницијативу и помоћ је дошла од стране тадашњег попа Глигорија Стојнића уз помоћ приложника Станка Вулића, Јова Теофанића, Стојона Пилића, Јове Вулуте, Воја Грабежом и Петром Ћирићем. То је и забиљежено и на вратима цркве, урезано на луку изнад западних врата. Натпис је урезбарио Ристо Грабеж. На основу икона које су нађене из 1753. године могло би значити да је црква настала на мјесту некадађњег старог храма, који је срушен и запањен, а које памти народно предање.

### Архитектура
Црква је саграђена од храстових брвана, правоугаоне основе са петостраном апсидом. Црква је дужине близу седамнаест метара, а ширина нешшто више од девет метара. Због велике дужине на средини јужног зида постављено је усправно брвно, док се на сјеверном дијелу цркве премоштена вратима која подупире брвно. Угаоне везе брвна су на двоструки преклоп, а на апсиди су брвана везана косим преклопом. На западној страни је отворени тријем на ступцима од дрвета, од којих су последњи украшени капителима од „полујастука” и са резбаријом геометријског орнамента на стаблима стубца. Изнад тријема се издиже звоник.
Унутрашњост цркве је покривена комбинацијом равне таванице и свода, док је цијела грађевина подјељена на наос и олтар. Главну конструкцију носе 4 ступца, од којих они на западној страни посједују богату резбарену декорацију и капителе. Године 1928. унутрашњи зидови су обложени ужљебеним летвицама. Калота над апсидом је кришкаста, а под који је саграђен од цигле покривен је каменим плочама. Испред олтара су постављена два камена ступца који служе као свијећнаци, исклесана мотивима који подсјећају на народне резбарије у дрвету. Иконостас ручно је резбарен са тркоклиним вратима и два реда икона на платну. Те иконе је насликао професор Житетски из Приједора 1938. године, као рад на обнови ове цркве.
Спољашност цркве истичу богато украшена двокрилна врата на западној страни, за који се не зна тачан период настанка. Мишљена су подјељена, и то тако што једни сматрају да су врата остатак првобитног храма, док други заступају мишљење да су изграђена 1870. године, када је ова црква настајала. Поред ових, постоје и мања једнокрилна врата на сјеверној страни коју карактерише лучни завршетак. Орнаменти на вратима западне и сјеврне стране састоје се од геометријских мотива и пупољака са таласастим меандром при рубовима цркве. Прозори на зидовима цркве су велики, а потичу из времена обнове 1938. године.
Оно што је интересантно за постојање ове цркве јесте то што се поред царских двери из 1753. године, у њој чувале Богородичина и Христова икона и велики крст са старог иконстаса.